# 4348 Poulydamas
A 4348 Poulydamas (ideiglenes jelöléssel 1988 RU) egy kisbolygó a Naprendszerben. Carolyn Shoemaker fedezte fel 1988. szeptember 11-én.